# 越ヶ谷
越ヶ谷（こしがや）は、埼玉県越谷市の町名および大字。現行行政地名は越ヶ谷一丁目から五丁目、および大字越ヶ谷。丁目は住居表示実施地区。

## 地理
埼玉県の東部地域で、越谷市の中部に位置する。越谷駅東口の市中心部にあたる。かつての越ヶ谷宿一帯。町名変更などに伴い大字越ヶ谷から分離する町名が出たことから、大字越ヶ谷のエリアは元荒川を挟んで南北に2か所に分かれている。

### 河川
- 元荒川
- 逆川

## 歴史
- 1966年（昭和41年）
  - 8月1日 - 大字越ヶ谷から越ヶ谷一丁目〜五丁目が成立。同時に越ヶ谷本町、弥生町、御殿町、柳町、元柳田町、東柳田町、中町が大字越ヶ谷から分離。
  - 9月1日 - 大字越ケ谷の一部が宮本町、赤山町、谷中町の各一部となる。
- 1980年（昭和55年）11月29日 - 大字越ヶ谷の一部から東越谷の一部が成立。
- 1983年（昭和58年）3月2日 - 大字越ヶ谷の一部から宮前一丁目が成立。同日大字越ヶ谷の一部から花田一丁目が成立。

## 世帯数と人口
2018年（平成30年）3月1日現在の世帯数と人口は以下の通りである。
| 大字・丁目           | 世帯数    | 人口    |
| -------------------- | --------- | ------- |
| 越ヶ谷               | 742世帯   | 1,762人 |
| 越ヶ谷一丁目         | 536世帯   | 1,064人 |
| 越ヶ谷二丁目         | 288世帯   | 609人   |
| 越ヶ谷三丁目         | 144世帯   | 334人   |
| 越ヶ谷四丁目・五丁目 | 315世帯   | 610人   |
| 計                   | 2,025世帯 | 4,379人 |

## 小・中学校の学区
市立小・中学校に通う場合、学区（校区）は以下の通りとなる。
| 大字・丁目   | 番地                                                                                                 | 小学校               | 中学校             |
| ------------ | --- | -------------------- | ------------------ |
| 越ヶ谷       | 1676、1688〜1689 2208〜2229、2633〜2638-1 2638-3〜2692、2843〜2849 2853〜2864、2866〜2874 2876〜2894 | 越谷市立花田小学校   | 越谷市立中央中学校 |
| 越ヶ谷       | 1690、2230、2236 2623、2638-2                                                                        | 越谷市立大沢小学校   | 越谷市立中央中学校 |
| 越ヶ谷       | その他                                                                                               | 越谷市立東越谷小学校 | 越谷市立中央中学校 |
| 越ヶ谷一丁目 | 全域                                                                                                 | 越谷市立越ヶ谷小学校 | 越谷市立中央中学校 |
| 越ヶ谷二丁目 | 全域                                                                                                 | 越谷市立越ヶ谷小学校 | 越谷市立中央中学校 |
| 越ヶ谷三丁目 | 全域                                                                                                 | 越谷市立越ヶ谷小学校 | 越谷市立中央中学校 |
| 越ヶ谷四丁目 | 全域                                                                                                 | 越谷市立越ヶ谷小学校 | 越谷市立中央中学校 |
| 越ヶ谷五丁目 | 全域                                                                                                 | 越谷市立越ヶ谷小学校 | 越谷市立中央中学校 |

## 交通
地区南端を東武伊勢崎線（東武スカイツリーライン）が通るが駅はない。最寄り駅は同線越谷駅となる。

### 道路
- 東京都道・埼玉県道49号足立越谷線（日光街道）
- 埼玉県道404号越谷停車場線
- 市役所前中央通り
- 久伊豆通り
- 青葉通り

## 施設
- 越谷市役所
- 埼玉県越谷合同庁舎
- 埼玉県警察本部 交通機動隊東部方面隊
- 越谷市中央市民会館
- 埼玉県立越ヶ谷高等学校
- 久伊豆神社
- 浄土宗天嶽寺
- 越谷アリタキ植物園
- 埼玉りそな銀行越谷支店
- 栃木銀行越谷支店